# Oligonychus smithi
Oligonychus smithi är en spindeldjursart som beskrevs av Cromroy 1958. Oligonychus smithi ingår i släktet Oligonychus och familjen Tetranychidae. Inga underarter finns listade i Catalogue of Life.